# Melkstandaardisatie
In het Melkstandaardisatiebesluit 1940 werd melkstandaardisatie, dat wil zeggen standaardisatie van het melkvetgehalte van consumptiemelk in Nederland wettelijk verplicht gesteld. Het standaard melkvetgehalte werd destijds in Nederland vastgesteld op 2,5% (thans 3,5%) voor volle melk. Rauwe melk bevat ongeveer 3,85% melkvet, maar dit is afhankelijk van de leverancier (de melkveehouder) en van het seizoen.
Melkstandaardisatie komt dus neer op gedeeltelijke afroming van de rauwe melk. Dit kan op twee manieren:
- Scheiding van room en (magere) ondermelk middels centrifuge, gevolgd door samenvoeging van room en ondermelk in de juiste verhouding.
- Toevoeging van de juiste hoeveelheid ondermelk aan melk met een te hoog melkvetgehalte.

Sindsdien kon de melkslijter de melk niet meer rechtstreeks van de melkveehouder betrekken. Het standaardisatiebedrijf is ertussenin gekomen. Standaardisatie ging gepaard met pasteurisatie omdat de weg tussen producent en consument te lang was geworden. Zonder pasteurisatie zou de melk te snel bederven. Later is ook pasteurisatie wettelijk verplicht gesteld.
Intussen is een en ander geregeld in het Warenwetbesluit Zuivel.

## Trivia
- Nog niet zo lang geleden (19??) is het standaard melkvetgehalte voor volle melk vastgesteld op 3,5% (was 3%). Voor halfvolle melk is het percentage van 1,5% geprolongeerd.
- Thans is (in Europees verband) eiwitstandaardisatie bij melk aan de orde.

## Bron
Leerboek voor de melk- en zuivelhandel, 2e druk, 1965. Samengesteld door de Stichting Vakopleiding Melkdetailhandel en Zuiveldetailhandel te Den Haag.